# Charles Lepère
Pour les articles homonymes, voir Lepère.
Edme Charles Philippe Lepère, né à Auxerre le 1er février 1823, mort à Auxerre le 6 septembre 1885, avocat, journaliste et homme politique français.

## Biographie
Il est sous-secrétaire d'État à l'Intérieur du 19 décembre 1877 au 3 février 1879 dans le gouvernement Jules Dufaure (5), puis ministre de l'Agriculture et de Commerce du 4 février 1879 au 4 mars 1879 dans le gouvernement William Henry Waddington et enfin ministre de l'Intérieur et des Cultes du 4 mars 1879 au 17 mai 1880 dans le gouvernement William Henry Waddington.
Il signa le décret de mars 1880 d'expulsion des Jésuites de France et la soumission des congrégations à autorisation préalable. 
Élu député de l'Yonne en 1871, il deviendra président du conseil général de l'Yonne de 1871 à sa mort.
Il est en mai 1877 l'un des 363 opposants à de Broglie.
Il est maire d'Auxerre d'octobre 1870 à février 1871.
Il est enterré au cimetière Dunant d'Auxerre.

## Sources
- Ressource relative à la vie publique :   - Base Sycomore
- « Charles Lepère », dans Adolphe Robert et Gaston Cougny, Dictionnaire des parlementaires français, Edgar Bourloton, 1889-1891 [détail de l’édition]